# Flakstad
Flakstad là một đô thị ở hạt Nordland, Na Uy.

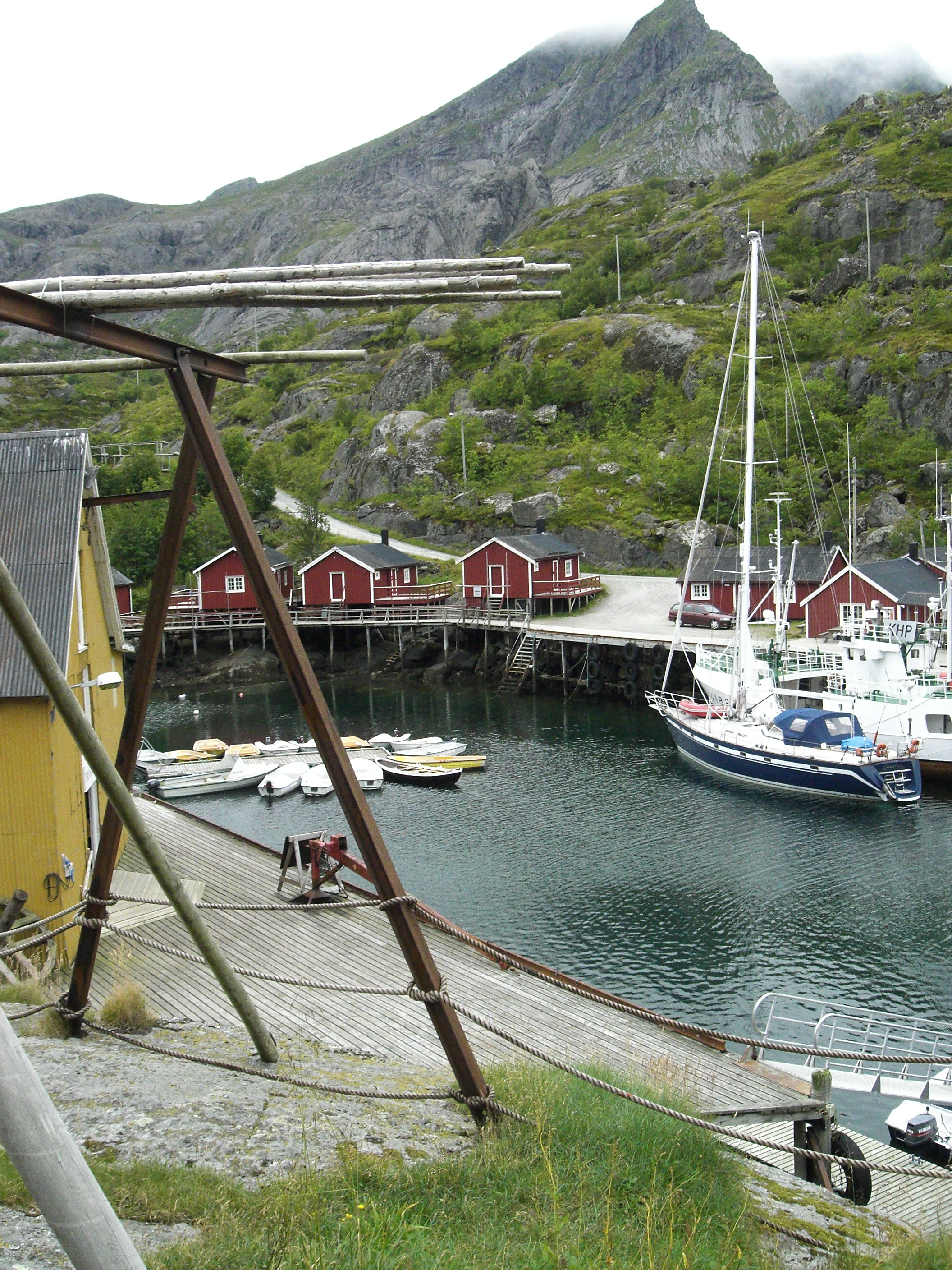
Nusfjord là một bến cảng nhỏ.

Flakstad được lập thành đô thịh ngày 1 tháng 1 năm 1838 (xem formannskapsdistrikt). Moskenes đã được tách khỏi Flakstad ngày 1 tháng 7 năm 1916. (Flakstad đã được sáp nhập với Moskenes giai đoạn 1964-1976.)
Tên đô thị này (ban đầu là một giáo khu) đã được đặt tên theo nông trang cũ Flakstad (tiếng Na Uy Cổ Flakstaðir), do nhà thờ đầu tiên đã được xây ở đó. Huy hiệu được áp dụng từ năm 1989.

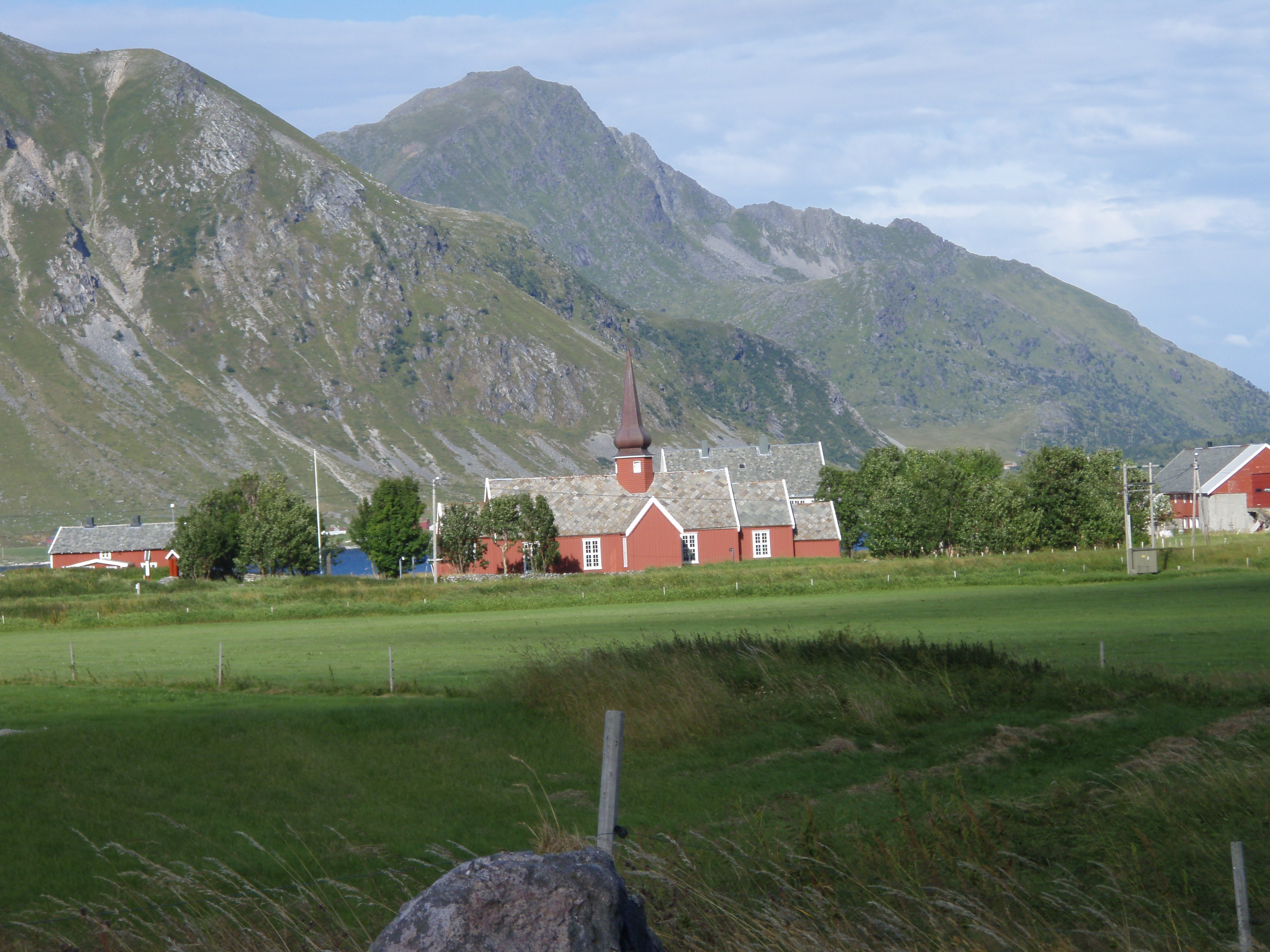
Nhà thờ Flakstad

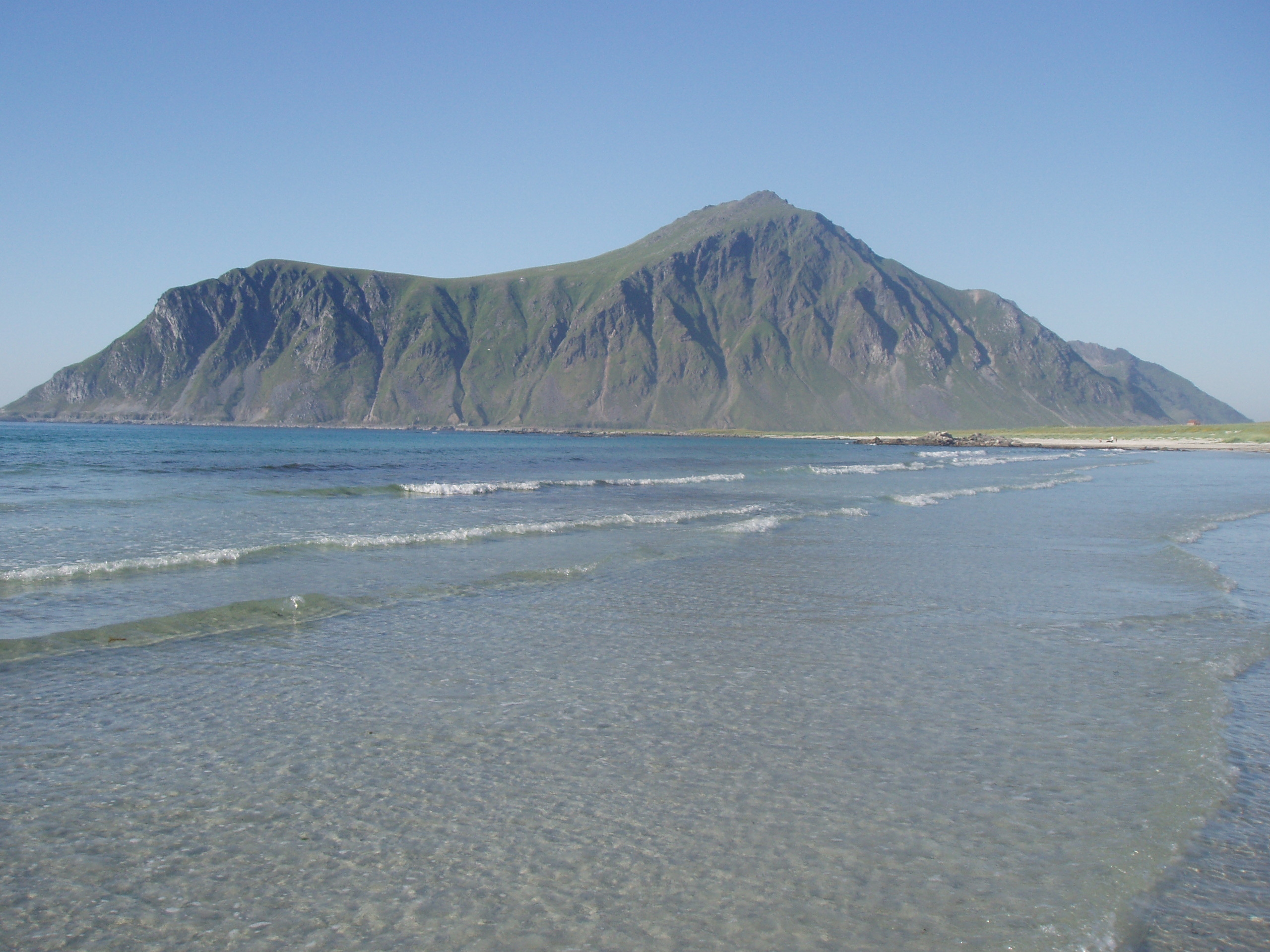
Bãi biển Skagsanden, Flakstad